# Australia (kontynent)
Australia – najmniejszy pod względem wielkości kontynent, jego powierzchnia (wraz z Tasmanią i innymi wyspami przybrzeżnymi) wynosi 7,7 mln km² (7,5 mln km² bez wysp).
Rozciągłość geograficzna:
- Rozciągłość południkowa: 3150 km
- Rozciągłość równoleżnikowa: 4100 km

Obszar:
- całkowity: 7 741 221 km²
- ląd: 7 682 300 km²
- woda: 58 920 km²

Linia brzegowa: 25 760 km.

## Pochodzenie nazwy

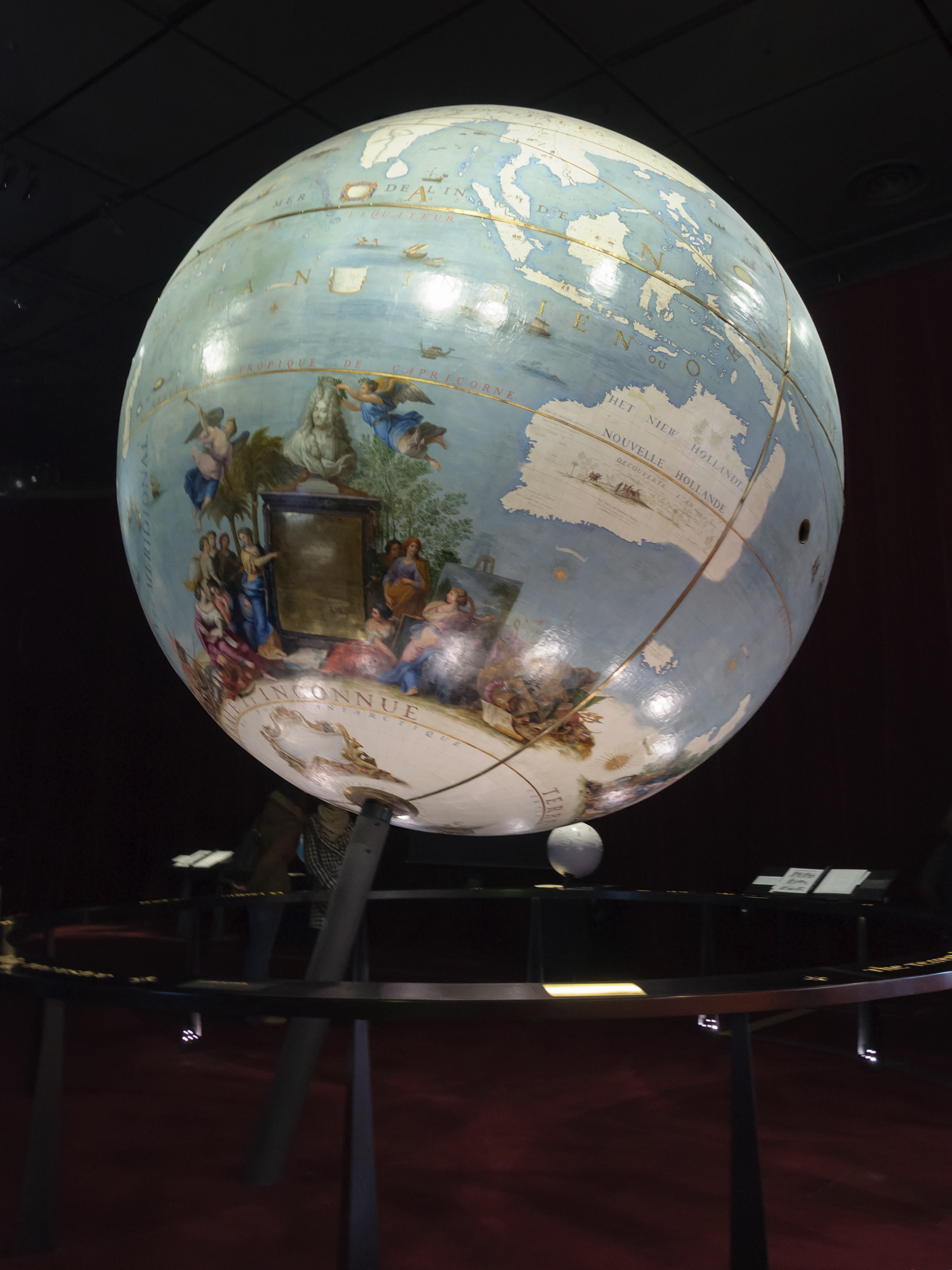
XVII-wieczne wyobrażenie kontynentu australijskiego na jednym z globusów Vincenzo Coronellego ze zbiorów Narodowej Biblioteki Francji.

Nazwa Australia odnosząca się do kontynentu pochodzi od określenia Terra Australis Incognita, jakiego używali Europejczycy do połowy XVIII w. Po łacinie: terra – ziemia, australis – południowa, incognita – nieznana. Była to nazwa hipotetycznego ogromnego kontynentu jakiego spodziewali się na półkuli południowej. Ostatecznie, podobną nazwę dostała o wiele mniejsza niż zakładano Australia.

## Położenie geograficzne
Kontynent australijski leży na półkulach południowej i wschodniej, między 11° i 39° szerokości geograficznej południowej i między 113° i 153° długości geograficznej wschodniej. Otaczają go dwa oceany: Spokojny od północy i wschodu oraz Indyjski od południa i zachodu. Nie posiada lądowego połączenia z żadnym innym kontynentem.
Największe wyspy przybrzeżne Australii to: Tasmania (88 300 km², z wyspami przybrzeżnymi 90 750 km²), Melville’a (5786 km²), Kangura (4405 km²), Bathurst (2600 km²), Groote Eylandt (2260 km²), Fraser (1630 km²).

## Warunki geologiczne

Zagadnienia wodne Australii i Oceanii.

Australia wchodziła kiedyś w skład superkontynentu Gondwany. Końcowy kształt (po oderwaniu od Gondwany) nadała jej orogeneza kaledońska, która połączyła dwa najstarsze elementy jej budowy geologicznej, południową i północną tarczę krystaliczną i orogeneza hercyńska, podczas której uległa wypiętrzeniu geosynklina wytworzona w paleozoiku na wschodzie kontynentu. Orogeneza alpejska spowodowała ruchy w obrębie Gór Wododziałowych. Obniżenie poziomu wód oceanu w okresie plejstocenu odsłoniło znaczną część szelfu kontynentalnego, umożliwiając migrację roślinności, zwierząt i ludzi z północy; Nowa Gwinea i Tasmania tworzyły wraz z Australią jeden ląd, określany przez naukowców nazwą Sahul (nigdy nie powstało połączenie lądowe z Azją). Późniejsze podniesienie poziomu mórz doprowadziło do oddzielenia Nowej Gwinei i Tasmanii. W okresie polodowcowym klimat uległ osuszeniu.
Kontynent australijski dzieli się na następujące jednostki strukturalne:
- Zapadlisko Zachodnioaustralijskie zajmuje skrajnie zachodnią część kontynentu. Składa się z dwóch niecek (Niecka Carnarvon i Niecka Perth) z dużą miąższością osadów. System uskoków o kierunku północ-południe oddziela je od Platformy Australijskiej.
- Największą (i najstarszą) jednostką strukturalną jest Platforma Australijska zajmująca prawie całą zachodnią i środkową Australię. Składa się ona z szeregu tarcz krystalicznych (największe to Tarcza Kimberley i Tarcza Yilgarn) oddzielonych od siebie nieckami (największe to Niecka Cannings i Niecka Nullarbor).
- Struktury Gór Flindersa powstały w wyniku sfałdowania w paleozoiku starszych skał osadowych gromadzących się w istniejącej tu wcześniej geosynklinie Adelaide.
- Niecki Środkowoaustralijskie leżą pomiędzy strukturami Wielkich Gór Wododziałowych a Platformą Australijską i Strukturami Gór Flindersa. W skład jednostki wchodzi m.in. Basen Karpentaria, Wielki Basen Artezyjski i Niecka Murray. W mezozoiku był to teren zajęty przez morze. Wklęsłe wygięcie warstw skalnych sprzyjało powstawaniu basenów wód artezyjskich.
- Struktury Wielkich Gór Wododziałowych i Tasmanii ulegały fałdowaniom w orogenezach kaledońskiej i hercyńskiej, towarzyszyły im zjawiska wulkaniczne. Zlodowacone w karbonie i permie.

## Rzeźba
Na wschodzie kontynentu znajdują się masywy górskie wypiętrzone w orogenezie hercyńskiej, na zachodzie rozciągają się rozległe wyżyny. Pomiędzy wyżynami i górami rozciągają się niziny a pod nimi znajduje się Wielki Basen Artezyjski. Średnia wysokość kontynentu wynosi 292 m n.p.m. W budowie kontynentu wyróżnia się:
- Wyżyna Zachodnioaustralijska
- Nizina Środkowoaustralijska
- Nullarbor
- Wielkie Góry Wododziałowe

Od północnego wschodu Australię otacza Wielka Rafa Koralowa (długości ponad 2000 km).
Na obszarze Australii występuje 6 dużych obszarów pustynnych lub półpustynnych:
- Wielka Pustynia Piaszczysta
- Pustynia Gibsona
- Wielka Pustynia Wiktorii
- Pustynia Simpsona
- Tanami
- Mała Pustynia Piaszczysta

## Australijskie rekordy
- Największa depresja: jezioro Eyre – 15 m p.p.m.
- Najwyższe wzniesienie: Góra Kościuszki – 2228 m n.p.m. (uwaga: najwyższym wzniesieniem części świata Australia i Oceania jest Puncak Jaya 4884 m n.p.m. na Nowej Gwinei)[2][3][4][5].
- Największy basen jeziorny: jezioro Eyre – 9,5 tys. km², zasolenie zmienne w zależności od ilości wody od poniżej 50 do powyżej 300 ‰
- Największy basen artezyjski: Wielki Basen Artezyjski – 1 700 000 km²[6]
- Największa rzeka: Murray – Darling – 3490 km dł., przepływ 1000 m³/s, powierzchnia dorzecza 1070 km²
- Najwyższa notowana temperatura powietrza (+50,7 °C) – Oodnadatta, 2 stycznia 1960 r.[7]
- Najniższa notowana temperatura powietrza (–23 °C) – Charlotte Pass, 1755 m n.p.m., 29 czerwca 1994 r.[7]

## Jeziora i rzeki
Jeziora:
- Eyre
- Frome
- Gairdner
- Torrens
- Barlee
- Amadeus

Rzeki:
- Murray
- Darling
- Macquarie
- Warrego
- Murrumbidgee
- Lachlan
- Cooper Creek
- Georgina

## Linia brzegowa
Jest stosunkowo mało urozmaicona. Współczynnik rozwinięcia linii brzegowej (długość obwodu koła o powierzchni kontynentu do długości linii brzegowej kontynentu) wynosi tylko 2,0 (dla porównania dla Europy 4,9).
Wybrzeża Australii są trudno dostępne, mało jest miejsc dogodnych do budowy portów. Na północy dominują wybrzeża bagniste i porośnięte roślinnością namorzynową. Na południu klifowe.
Linia brzegowa liczy 33 500 km:
- Ocean Indyjski
  - Morze Timor
  - Wielka Zatoka Australijska
  - Zatoka Spencera
- Ocean Spokojny
  - Morze Arafura
  - Zatoka Karpentaria
  - Morze Koralowe
  - Morze Tasmana

| Wyspy przybrzeżne - Tasmania - Wyspa Melville’a - Wyspa Kangura - Bathurst Island - Groote Eylandt - Fraser Island - Wyspa Flindersa | Półwyspy - półwysep Jork - Półwysep Eyrego - półwysep Yorke - Ziemia Arnhema |

## Klimat
Australia leży w zasięgu trzech stref klimatycznych:
- podrównikowej (półwysep Jork, Ziemia Tasmana i Ziemia Arnhema)
- zwrotnikowej (większa część kontynentu)
- podzwrotnikowej (klimat morski, południowe krańce Australii i Tasmania)

Kontynent ten położony jest w zwrotnikowej i podzwrotnikowej strefie klimatycznej. Leży w umiarkowanej i międzyzwrotnikowej strefie oświetlenia Ziemi. Przecina ją zwrotnik Koziorożca. Czynnikami wpływającymi na klimat kontynentu są: bliskość zbiorników wodnych, szerokość geograficzna i odosobnienie kontynentu.
Na kształtowanie się warunków klimatycznych Australii wywiera wpływ położenie, zawartość lądu i nieznaczne urozmaicenie ukształtowania powierzchni, prądy morskie i układ stałych ośrodków barycznych.
Położenie Australii na półkuli południowej warunkuje odmienny rozkład pór roku niż na półkuli północnej. Styczeń jest najcieplejszym miesiącem w roku (najwyższe średnie roczne temperatury), zaś lipiec posiada najniższe średnie temperatury. W związku z położeniem lądu na Zwrotniku Koziorożca wnętrze kontynentu ma klimat zwrotnikowy suchy, jego północne części wkraczają w strefę klimatu monsunów międzyzwrotnikowych, a części południowe znajdują się w zasięgu klimatu śródziemnomorskiego. Słabe rozczłonkowanie linii brzegowej, brak większych zatok sprawia, że przenikanie wpływów oceanicznych do wnętrza kontynentu jest nieznaczne. Wpływy te ogranicza na zachodzie wysoka krawędź Wyżyny Zachodnioaustralijskiej, a na wschodzie bariera Wielkich Gór Wododziałowych. Stąd Australia, mimo oceanicznego położenia, posiada na znacznej przestrzeni suchy klimat kontynentalny.
Suchość klimatu wnętrza Australii warunkują głównie układy mas powietrza, uzależnione od występowania niżów i wyżów barycznych. W porze letniej, od grudnia do marca, w wyniku silnego nagrzania lądu i powietrza, północną część kontynentu obejmuje niż australijski. W związku z tym niżem napływają tu z północnego zachodu wilgotne masy powietrza morskiego, jako monsun letni. Monsun ten powoduje wzrost zachmurzenia, opadów i nieznaczny spadek temperatury powietrza. W ten sposób w części północnej Australii nastaje pora deszczowa. W tym czasie południowa część lądu jest pod wpływem wyżu południowoindyjskiego, rozciągającego się między Afryką i Australią. Z wyżu tego do wnętrza lądu napływają masy powietrza zwrotnikowo-kontynentalnego, w postaci pasatu południowo-wschodniego, który swoją wilgoć pozostawia na wschodnich stokach gór. Na zachodzie kontynentu i we wnętrzu w tym czasie panuje susza.
W porze zimowej, która trwa od czerwca do września, układ cyrkulacji powietrza przesuwa się na północ, a cały niemal kontynent australijski jest pod wpływem wyżu australijskiego. Nad lądem panują wówczas zwrotnikowo-kontynentalne masy powietrza, z wyjątkiem krańców południowych, które są w zasięgu wiatrów zachodnich, związanych z pasem wędrujących niżów. Wiatry te przynoszą opady atmosferyczne. Również stoki Wielkich Gór Wododziałowych, gdzie w zimie napływa pasat południowo-wschodni, mają duże opady atmosferyczne.

### Temperatury powietrza i opady
Temperatura powietrza Australii wykazuje znaczny związek z szerokością geograficzną i pozornym ruchem Słońca w ciągu roku. Najcieplejszymi miesiącami roku są listopad, grudzień, styczeń lub luty (w zależności od rejonu). W styczniu najwyższe średnie temperatury powietrza występują w Australii Zachodniej (Marble Bar), gdzie wynoszą one około 33 °C. Cała zachodnia część lądu, aż po okresową rzekę Coopers Creek, objęta jest wtedy izotermą 30 °C. Na południe od tej izotermy temperatury są coraz niższe, aż do 15 °C na wyspie Tasmania. Przebieg izoterm stycznia zbliżony jest do równoleżnikowego. Odchylenia spowodowane są napływem wilgotnych mas powietrza i pasatami.
W lipcu układ izoterm również zbliżony jest do równoleżnikowego. Najniższe średnie temperatury powietrza występują w południowo-zachodniej części lądu, na wschód od miasta Perth oraz w części południowo-wschodniej, w południowym dorzeczu rzeki Murray. Średnie temperatury powietrza w lipcu spadają tu poniżej 10 °C. W ciągu pięciu miesięcy zimowych w części tej mogą występować temperatury około 0 °C, jednakże pokrywa śniegowa nie utrzymuje się w ciągu zimy. Mniej więcej ze zwrotnikiem Koziorożca pokrywa się przebieg izotermy 15 °C, a przez północne skrawki Ziemi Arnhema i półwyspu Jork przebiega izoterma 25 °C. Najwyższą średnią wieloletnią temperaturą powietrza na poziomie rzeczywistym (+24 °C) zanotowano w miejscowości Darwin.
Przebieg opadów atmosferycznych w ciągu roku jest zróżnicowany. Opady letnie przeważają w północnej części kontynentu, na północ od zwrotnika Koziorożca. Na południu występują opady zimowe. W części wschodniej opady atmosferyczne utrzymują się w ciągu całego roku z przewagą w półroczu ciepłym po wewnętrznej stronie gór i w porze chłodnej na stokach wschodnich. W środkowej części lądu opady są skąpe lub ich brak.
Największa ilość opadów, powyżej 1000 mm rocznie, otrzymują północno-wschodnie krańce lądu, wybrzeża Kimberley, Ziemia Arnhema, półwysep Jork i wschodnie stoki Wielkich Gór Wododziałowych. Podobną ilość opadów w ciągu roku otrzymują Tasmania, Nowa Zelandia i wyspy Oceanii. Równolegle do wybrzeży, z wyjątkiem części zachodniej, ciągnie się następna strefa z roczną ilością opadów w granicach 500 – 1000 mm. Trzecia strefa, bardziej wewnętrzna otrzymuje 250 – 500 mm, natomiast wnętrze lądu poniżej 250 mm opadów rocznie.
Charakterystyczną cechą opadów atmosferycznych Australii jest ich nieregularny przebieg i występowanie. Często opady są gwałtowne, przekraczające jednorazową średnią sumę opadów, lub występują okresy kilkuletnie z bardzo małą ilością opadów.

## Flora
Australia z Tasmanią tworzy odrębne florystyczne państwo australijskie. 75% roślin tego obszaru to endemity. Wynika to z długotrwałej izolacji geograficznej.
Florystycznie można Australię z Tasmanią podzielić na 3 obszary florystyczne:
- północno-wschodnioaustralijski – 4 endemiczne rodziny, 200 endemicznych rodzajów
  - prowincja północnoaustralijska
  - prowincja queenslandzka
  - prowincja południowo-wschodnioaustralijska
  - prowincja tasmańska – 1 endemiczna rodzina i 13 endemicznych rodzajów
- południowo-zachodnioaustralijski – 4 endemiczne rodziny
- centralnoaustralijski (Eremea) – 85 endemicznych rodzajów

## Fauna
Do najlepiej znanych zwierząt australijskich należą endemiczne ssaki. W Australii dominują torbacze, występują też bardzo pierwotne, jajorodne stekowce. Rodzimych łożyskowców jest bardzo niewiele. Torbacze nie są ograniczone do krainy australijskiej i występują też w Ameryce Południowej, ale nigdzie indziej nie są tak liczne i różnorodne.